# Petter Thunberg
Petter Thunberg (Tunberg), född 1709, död okänt år, var en svensk tapetmålare.
Han var son till Jons Thunberg och Maria Giliusdotter Nopp. Thunberg var målarlärling i Stockholm 1729 och reste bland annat till Danzig för att inhämta mer kunskap i tapetmåleri. När han återkom till Stockholm 1733 fick han uppdraget att måla sex kyrkfönster i Hedvig Eleonora kyrka med röd oljefärg, gröna rosor och inskriptioner med förgyllda bokstäver. Han var därefter anställd vid bröderna Grewesmöhlens tapetfabrik som tapetmålare 1741–1745. Han ansökte 1744 om ett privilegium på ett nytt sätt att framställa tapeter men hans förslag fick inte hallrättens stöd så hans ansökan avslogs. Han förekommer även i handlingarna 1746 då han blev anmäld för fusk i sitt arbete. 